# Палац
Пала́ц, палáта, дво́рець, двіре́ць — спочатку це те саме, що княжі палати, тереми, — «велика будівля з безліччю кімнат, яка є постійним місцеперебуванням царюючої особи, глави держави, а також членів царюючої родини», «пишний будинок, призначений під житло вищої знаті панів, князів, графів та інших багатих осіб», «будинок величної архітектури, що має громадське або культурне призначення». «Парадна споруда; спочатку — резиденція володарів або представників вищих верств суспільства, пізніше — будинки органів державної влади та різного громадського призначення». Князівський палац з двором називався «Внутрішнім городом»,

## Назва
Палац — від Палатинського пагорба у Римі  — назви резиденції імператора Августа на Палатинському пагорбі (Palatinus)) — велика монументальна парадна будівля. Спочатку резиденція володаря, царственої особи, глави держави, а також членів царственої родини. Пізніше це також було житло вищої знаті панів, князів, графів та інших багатих осіб. З ХІІІ–XV ст. також будівля органів державної влади, а з XIX–ХХ ст. найважливіші громадські будівлі також називалися палацами.
Українське «палац» походить через посередництво пол. pałac, чеськ. palác і італ. palazzo від лат. palātium, Palātium. Те ж походження має і слово «палата» (через грец. παλάτιον).

## Сучасні будинки органів державної влади та різного громадського призначення», що мають назву «палац»
- Палац культури
- Палац одружень — будівля, призначена для реєстрації шлюбу в урочистій обстановці. На відміну від звичайного РАЦСу у палацах одружень не займаються реєстрацією інших цивільних станів.
- Палац спорту

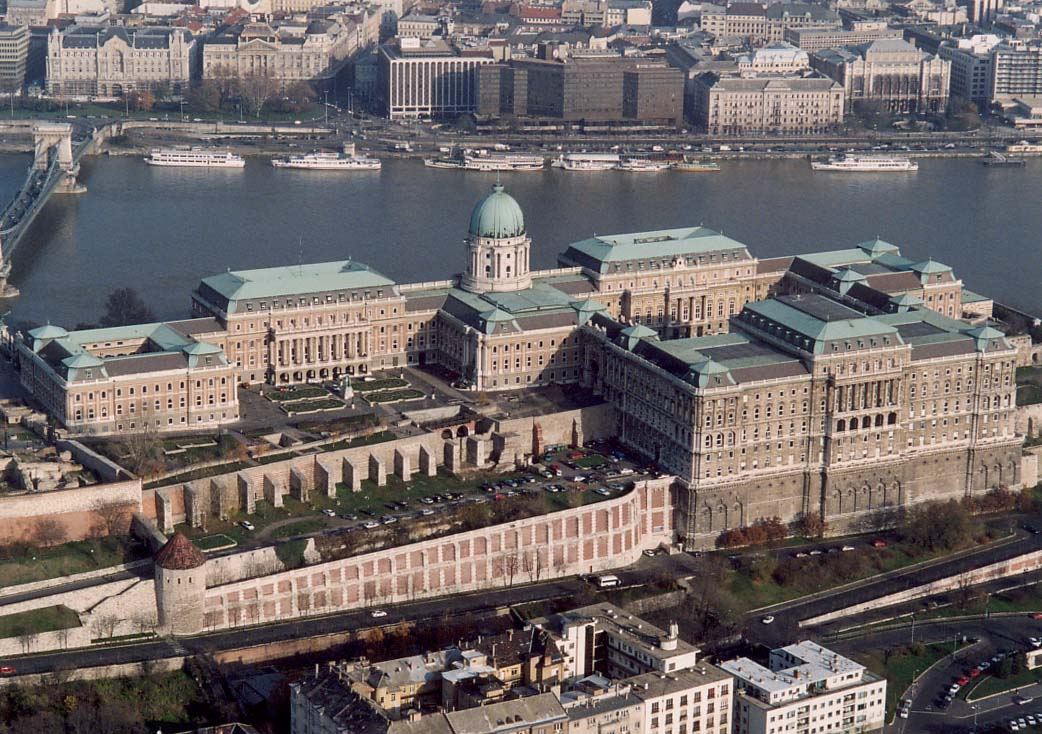
Замок Буда, Будапешт
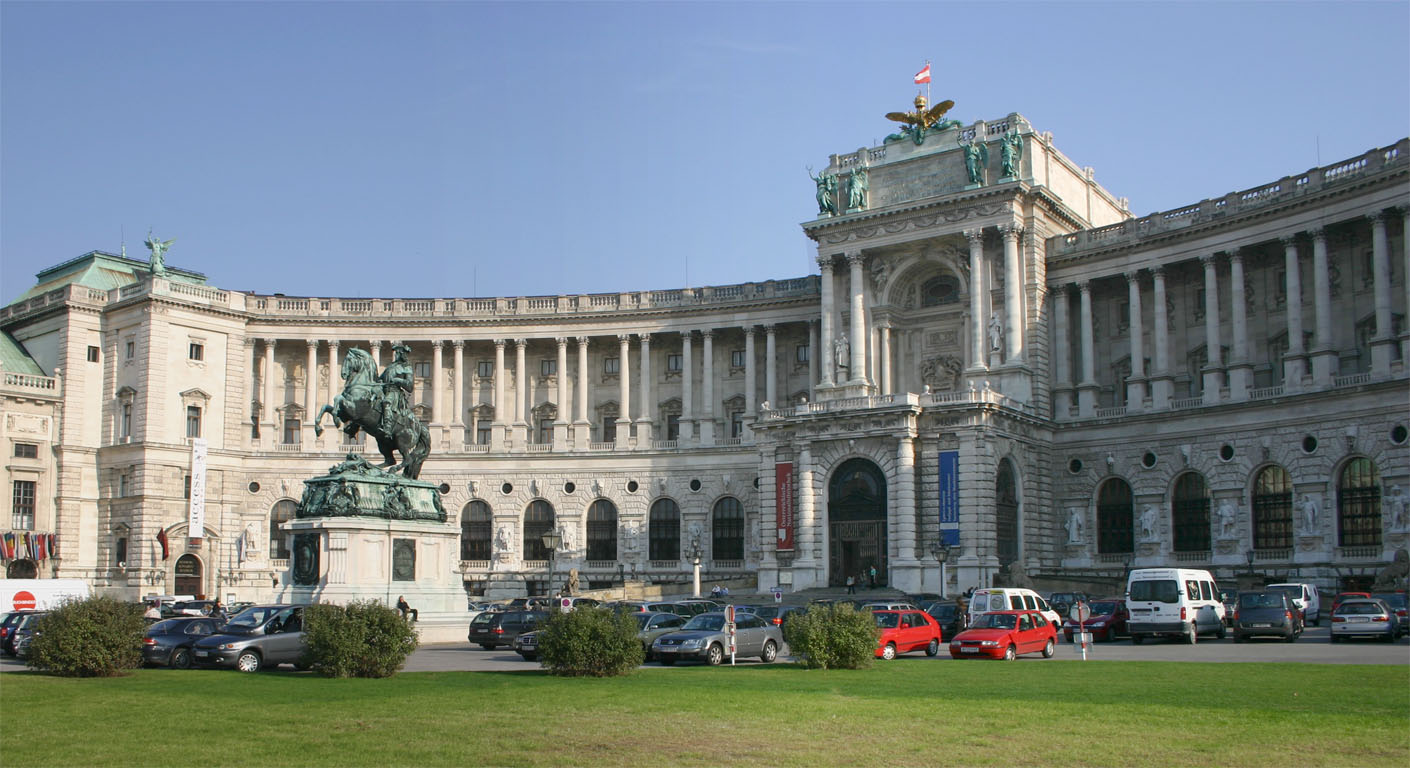
Гофбурзький Імперський Палац у Відні
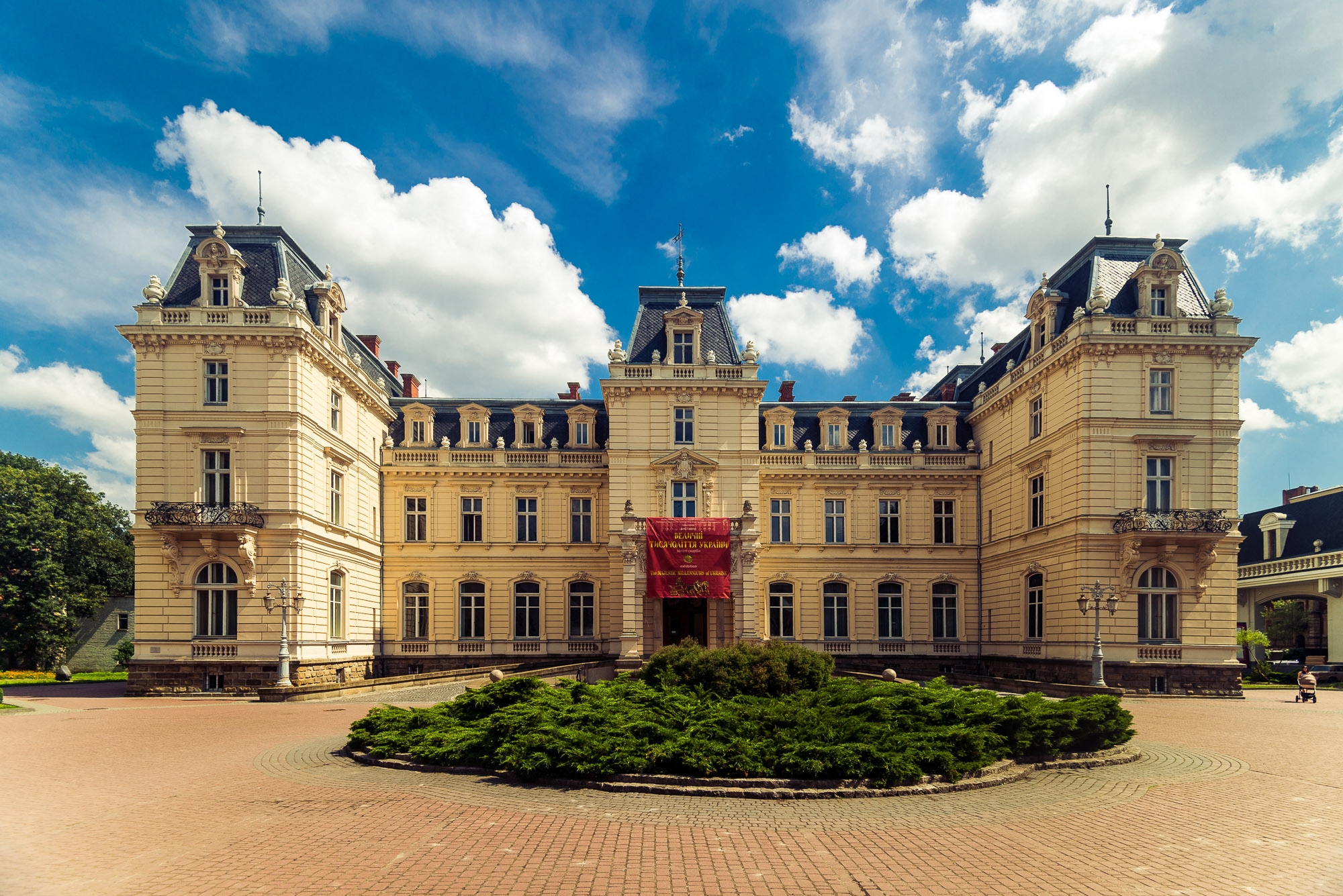
Палац Потоцьких у Львові
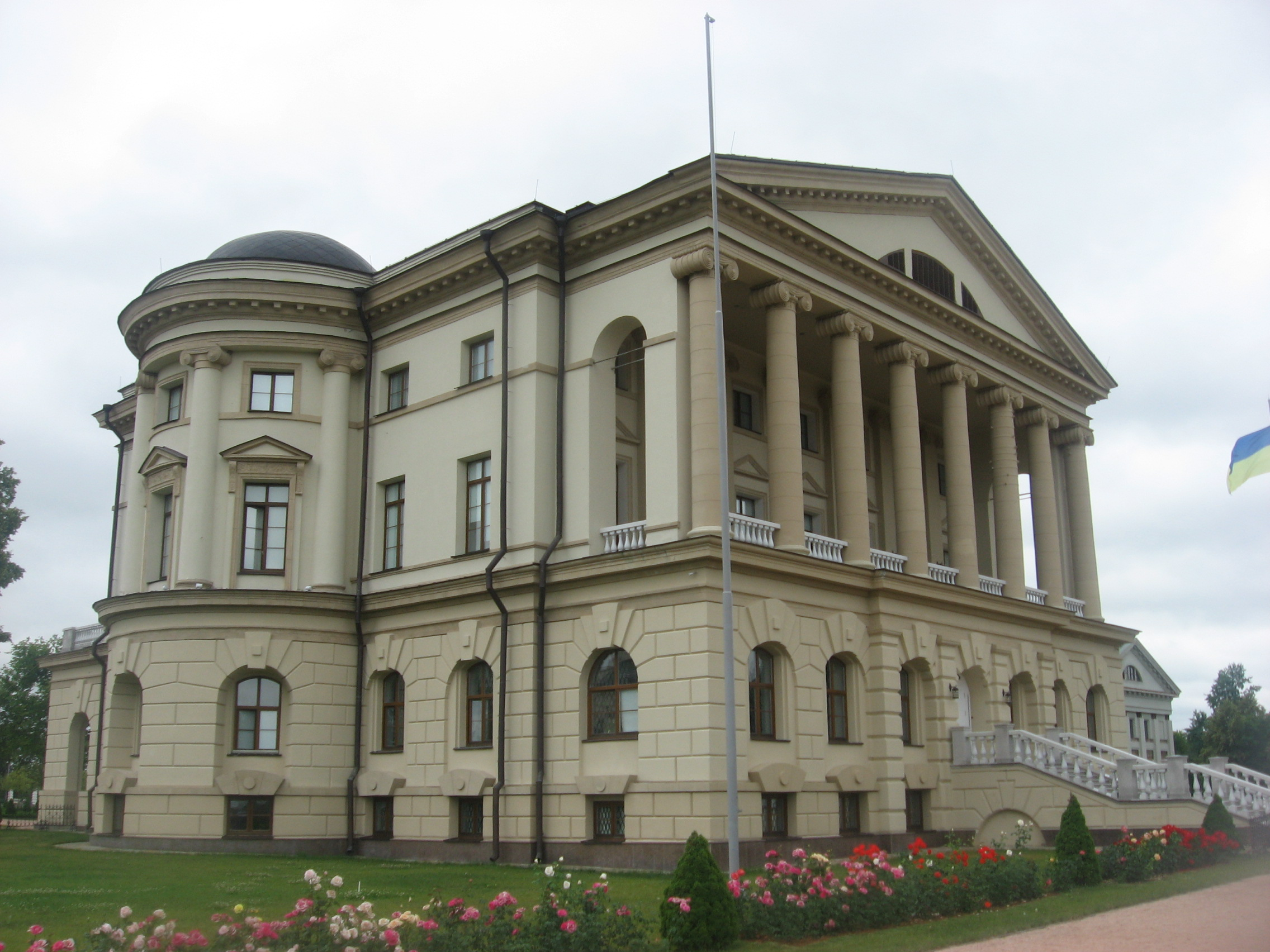
Палац гетьмана Кирила Розумовського в Батурині
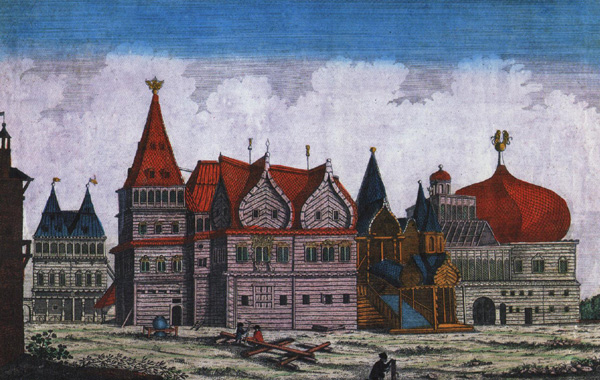
Коломенський палац царя Олексія Михайловича
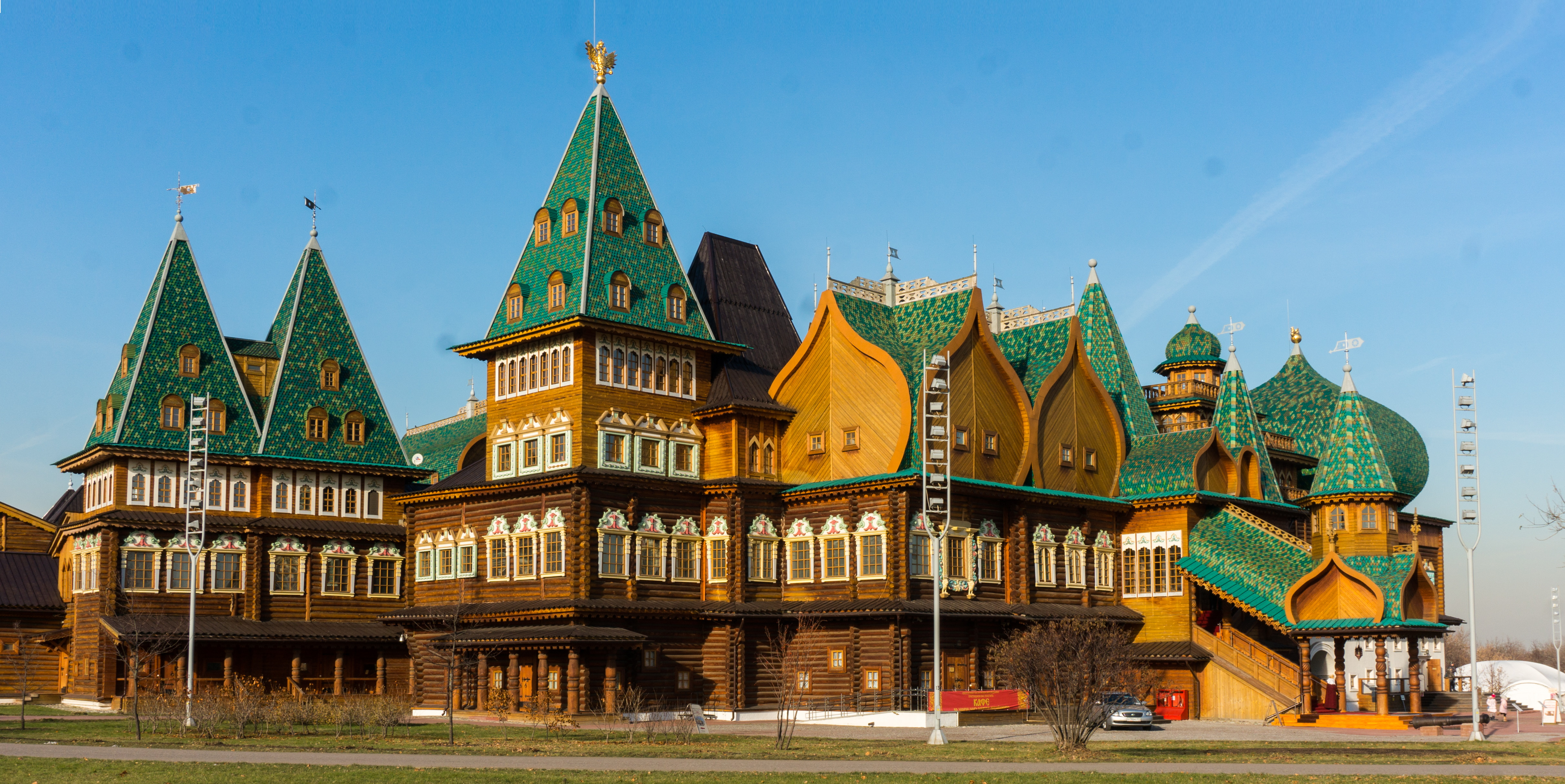
Коломенський палац був перебудований в 2010 році
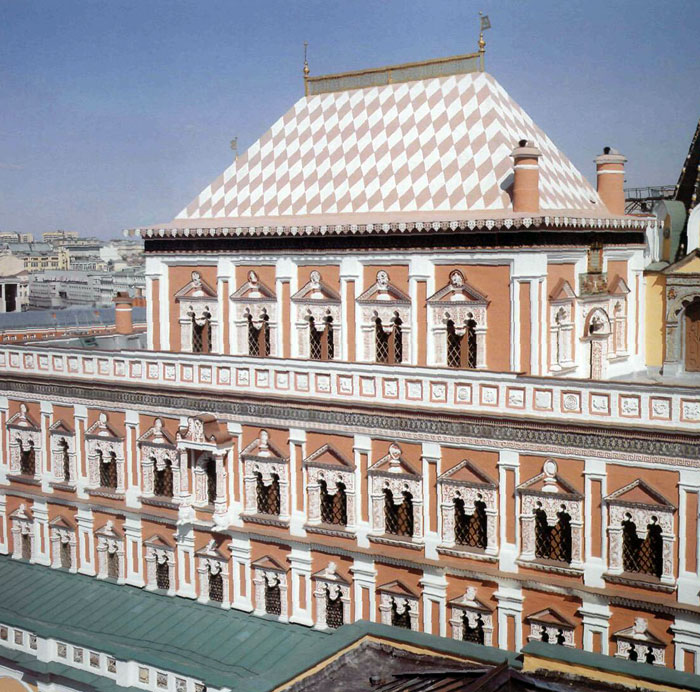
Теремний палац історична будівля, пам'ятник російської архітектури, розташований в Московському Кремлі, Росія.